# Lijst van spelers van Lierse SK
Deze lijst omvat voetballers die bij K. Lierse SK spelen of gespeeld hebben. De spelers zijn gerangschikt volgens alfabet.

## A
- Ahmed Abdelaal (2015-heden) (W:2 :-)
- Mohamed Abdel Wahed (2008-2012)
- Cornelis Adelaar (1967-1968) (W:28 :6)
- Jason Adesanya (2009-2013) (W:30 :4)
- Wisdom Agblexo (2008-2009) (W:15 :-)
- Raul Águas (1977-1979) (W:65 :19)
- Carlos Alberto (2000-2001) (W:7 :-)
- Ayyoub Allach (2014-heden) (W:15 :1)
- Jozef Allaers (1958-1961) (W:5 :0)
- Marko Andić (2005-2007) (W:53 :3)
- Charles Ankomah (2015-heden) (W:11 :1)
- Emmanuel Annor (2015-heden) (W:2 :-)
- Lens Annab (2013-2014) (W:7 :-)
- Richard Antwi (2015-heden) (W:1 :-)
- Marcus Andreasson (2011-2012)
- Marc Antonissen (1985-1988) (W:52 :-)
- Raymond Appeltant (1927-1930) (W:32 :9)
- Árni Arason (2011-2012) (W:- :-)
- Zigi Arras (2004-2005)
- Abdul Rahim Ayew (2011-2013) (W:40 :-)

## B
- August Baeten (1947-1962) (W:256 :5)
- Maurice Baeten (1953-1969) (W:294 :0)
- Kurt Baetens (2004-2008)
- Boban Bajković (2014-2015) (W:31 :0)
- Elio Balbi (2004-2005) (W:2 :0)
- Luc Bastaens (1982-1984)
- Joseph Bastanie (1937-1938) (W:4 :1)
- Cofie Bekoe (2012-2013) (W:20 :1)
- Bart Belis (1987-1988)
- Paul Beloy Beloy (1981-1986)
- Rami Bensebaini (2014-2015) (W:28 :2)
- Issam Ben Youssef (2006-2007)
- Manuel Hedilazio Benson (2014-heden) (W:23 :1)
- Víctor Bernárdez (2011) (W:9 :1)
- Frans Bervoets (1927-1930) (W:48 :9)
- Joannes Bevers (1960-1963) (W:18 :4)
- Igor Berezovsky (2013-2015) (W:26 :0)
- Soufiane Bidaoui (2011-2013) (W:44 :4)
- Gerard Bisaerts (1928-1929) (W:2 :0)
- Sylvain Bisaerts (1957-1958) (W:1 :0)
- Chinidu Blessing (2006-2007) (W:8 :0)
- Walter Bogaerts (1955-1970) (W:374 :2)
- Petar Bojovic (2007-2010) (W:62 :4)
- Jacky Boonen (1988-1992)
- Robertho Bosch (1977-1986)
- Johan Boskamp (1982-1984)
- Danny Bosmans (1979-1981) (W:4 :0)
- Sabir Bougrine (2015-heden) (W:23 :0)
- Rachid Bourabia (2012-2015) (W:82 :18)
- Hans Bouwmeester (1988-1991)
- Pascal Bovri (1986-1998)
- Frank Braeckmans (1977-1978) (W:1 :0)
- Patrick Branders (1984-1986) (W:4 :0)
- Franky Brems (1986-1987)
- David Brocken (1989-1999)
- Jorn Brondeel (2015-heden) (W:22 :0)
- Helmut Brosch (1980-1981)
- Joseph Brugghe (1927-1938) (W:183 :63)
- Iliess Bruylandts (2015-heden) (W:11 :1)
- Kenneth Brylle (1991-1992)
- Ernandes Bueno De Castro (2006-2008) (W:45 :5)
- Coen Burg (1999-2000) (W:5 :0)
- Louis Busschops (1946-1951)
- Yoni Buyens (2004-2009)
- Ludovic Buysens (2014-heden) (W:17 :2)

## C
- Jozef Caers (1962-1966)
- Gommaer Callaerts (1930-1932)
- Bruno Camacho (2009-nu)
- Bernard Cammers (1955-1956)
- Peter Carpentier (1973-1974)
- Alfons Caslo (1927-1929)
- Jan Caslo (1925-1926)
- Jurgen Cavens (1995-2001, 2008-nu)
- Enrico Cecchi (1983-1986)
- Frans Celis (1946-1947, 1954-1955)
- Jan Ceulemans (1974-1978)
- Walter Ceulemans (1971-1981)
- Issame Charaï (2004-2006)
- Frans Christiaens (1930-1943)
- Daylon Claasen (2010-2013)
- Eduard Claes (1986-1989)
- Karel Claes (1946-1948)
- Gert Claessens (2007-2007)
- Geoffrey Claeys (2000-2001)
- Jan-Baptist Coenen (1942-1943, 1945-1947)
- Herwig Coesemans (1981-1982)
- Leon Cool (1960-1962)
- Gommaar Cop (1937-1946)
- Carl Cornelissen (1981-1984)
- Jacques Corten (1945-1948)
- Creedence Clearwater Couto (2005-2006)
- Maxence Coveliers (2002-2004)
- Bertrand Crasson (2003-2005)
- Daniel Cruz (2005-2006)

## D
- Pedro Miguel Da Costa Filipe (2000-2001)
- Filip Daems (1998-2001)
- Peter Dahl (1972-1973)
- Joseph Danckaers (1938-1948)
- Frank Dauwen (1985-1990)
- Dimitri Davidović (1971-1978)
- Lance Davids (2010-2012)
- Guy De Bast (1972-1974)
- Louis De Belder (1928-1929)
- Louis De Bie (1927-1929)
- Gilles De Bilde (2003-2004)
- Petrus De Borger (1955-1956)
- Corneel De Ceulaer (1964-1973)
- Thomas De Corte (2004-2009)
- Kris De Fré (1989-1991)
- Jack De Gier (1997-1998)
- Martinus De Graaf (1935-1948)
- Garry De Graef (2008-2011)
- Alfons De Groof (1930-1931)
- Gustaaf De Keyser (1927-1939)
- Tim De Keyser (1996-2000)
- Geert De Muynck (1973-1974)
- August De Preter (1942-1956)
- Medard De Preter (1927-1932)
- Louis De Ridder (1944-1945)
- Jonas De Roeck (2001-2005)
- Luc De Ryck (1983-1985)
- Bart De Roover (1995-1997)
- Leo De Smet (1976-1980)
- Stefaan De Smet (1986-1996)
- Zéfilho De Sousa Santana (1994-1997)
- Cedric De Troetsel (2004-2006)
- Ronald De Vos Van Steenwijk (1982-1986)
- Gaston De Vries (1947-1961)
- Arthur De Vrij (1959-1965)
- Edward De Weerd (1955-1957)
- Emiel De Wever (1953-1956)
- Bjorn De Wilde (2002-2005)
- Eugene De Winter (1927-1930)
- Seth De Witte (2006-2010)
- Kris De Wree (2010-nu)
- Eric Deflandre (2009-2010)
- Dimitri Delcour (2001-2002)
- Peter Delen (1984-1985, 1986-1987)
- Bernard Delmez (1930-1932, 1933-1935)
- Laurent Delorge (2002-2005)
- Patrick Deman (1997-2006)
- André Denul (1968-1973)
- Joeri Dequevy (2010-nu)
- Julien Derboven (1946-1954)
- Kane Develer (2005-2009)
- Roger Dierckx (1968-1981)
- Yannick Dierick (2000-2002)
- Alfred Dijck (1976-1977)
- Roudolphe Douala (2010-nu)
- Jaak Dreesen (1971-1974)
- Timothy Dreesen (2004-2006, 2008-nu)
- Alfons Dresen (1948-1958)
- Jef Dufraing (1984-1986)
- Kevin Dyck (2004-2005)

## E
- Marc Eberle (2006-2007)
- Claus Eftevaag (1997-1999)
- Paul Eggers (1973-1974)
- Islam Shokry El Anany (2008-2010)
- Sherif El Baily (2008-2010)
- Mohamed El-Gabas (2009-nu)
- Mohammed Elberkani (2007-2007)
- Trésor Empoké (2002-2003)
- Carl Engelen (1967-1985)
- Peter Engelen (1973-1978)
- Jitram Eraly (2008-nu)
- John Etim (1990-1992)

## F
- Laurent Fassotte (2002-2006)
- Youssef Fawaz (2009-nu)
- Carlos Alberto Ferreira-Oliveira (2000-2001)
- Marc Fierens (1980-1995)
- Flavio (2011-2012) (W:? :1)
- Jostein Flo (1990-1991)
- Frans Frans (1936-1939)
- Frederik Frans (2006-nu)
- Steven Frederix (2006-2007)
- Geir Frigård (2001-2004)

## G
- Luc Gabriëls (1986-1987)
- Cheik Gadiaga (2001-2003)
- Corneel Garcia (1945-1947)
- Jan Garcia (1974-1982)
- Dirk Garrousse (1984-1986)
- Siboniso Gaxa (2010-2012)
- Milen Georgiev (1984-1986)
- Thierry Geudens (1987-1989)
- Gustaaf Ghijs (1955-1965)
- Bart Gijsels (1981-1985)
- Sebastião Gilberto (2010-2012)
- Toon Glassee (2001-2003)
- René Goelen (1968-1974)
- Augusto Gomes Gilmar (2006-2006)
- Steven Goossen (1989-1996)
- Alois Goossens (1955-1966)
- Dirk Goossens (1984-1985
- Nathan Goris (1998-nu)
- Wouter Goris (1998-2007)
- Eddy Gorris (1973-1974)
- Glenn Goyvaerts (2007-2009)
- Jan Goyvaerts (1978-1981, 1988-1991)
- Raf Goyvaerts (1986-1991)
- Robert Granjé (1962-1974)

## H
- Philip Haagdoren (1996-1999)
- Stijn Haeldermans (2002-2003)
- Ralph Hasenhüttl (1997-1998)
- Herman Helleputte (1961-1988)
- Leo Hendrickx (1961-1969)
- Carl Hoefkens (1996-2001)
- Oeki Hoekema (1974-1976)
- Pieter Huistra (1997-2000)
- Stein Huysegems (1998-2003, 2011-nu)
- Dirk Huysmans (1990-2000)

## I
- Oleksandr Iakovenko (2005-2006)
- Kristof Imschoot (2001-2006)
- Marco Ingrao (2007-2007)

## J
- Robin Jacobs (1992-2007)
- Abdou Jammeh (2009-2010)
- Chris Janssens (2007-2009)
- Kevin Janssens (2009-nu)
- Swat Janssens (1966-1981)
- Mustapha Jarju (2006-2008)
- Assan Jatta (2006-2008)
- Joseph-Desiré Job (2010-nu)

## K
- Hasan Kacic (2001-2006)
- Eiji Kawashima (2010-2012)
- Chuck Kim (2006-2006)
- Jean Kindermans (1986-1989)
- Denis Klyuev (1996-1997)
- Robert Kok (1978-1979)
- Arouna Koné (2002-2003)
- Péter Kovács (2010-2012)
- Vladan Kujović (2008-2011)
- Sven Kums (2007-2007)

## L
- Steve Laeremans (1998-2003)
- Hamada Lamloun (2009-nu)
- Mégan Laurent (2017-2018)
- Frank Leen (1997-2002)
- Dirk Lehmann (1994-1996)
- Krunoslav Lovrek (2005-2005)
- Marc Lettens (1973-1976)

## M
- Mike Mampuya (2006-2007)
- Mamar Mamouni (2006-2007)
- Kris Mampaey (1991-1996)
- Cliff Mardulier (1999-2006)
- Dirk Mathyssen (2004-2006)
- Tim Matthys (2009-2010)
- Bavo Meeus (2007-??)
- Akwetey Mensah (2009-nu)
- William Mensah (2009-2010)
- Stanley Menzo (1996-1997, 1997-1999)
- Jeroen Mertens (2007-2010)
- Christopher Meyers (2008-nu)
- Pascal Ogon Miezan-Aka (1985-1986) (W:26 :2)
- Ninoslav Milenkovic (2004-2006)
- Charlie Miller (2007-2008)
- Dan Marius Mitu (2002-2005)
- Jan Moons (1993-1997, 2007-2007)
- Dragan Mrdja (2005-2007)
- Goran Mujanovic (2005-2007)
- Marko Muslin (2006-2007)

## N
- Raymond Nauwelaers (1947-1954)
- Selemani Ndikumana (2008-2010)
- Nderim Nedzipi (2008-2011)
- Benjamin Nicaise (2010-2011)
- Stefan Nikolic (2008-2010)
- Igor Nikolovski (2001-2005)
- Michael Nnaji (2001-2007)
- Mattia Notari (2010-2012)
- Alessandro Nunes (2005-2006)
- Steve Nuyts (2006-2007)
- Uche Nwofor (2014-2015)
- Patrick Nys (1986-1987, 1999-2000)

## O
- Lucien Olieslagers (1958-1969)
- Alfons Op De Becq (1951-1954, 1965-1968)

## P
- Raf Pauwels (1986-1996)
- Gert Peelman (1999-2000)
- Bob Peeters (1992-1997, 2006-2008)
- Raoul Peeters (1959-1965)
- Theofiel Peeters (1964-1965)
- Jean-Marie Pfaff (1988-1989)
- Matthias Pittoors (2004-2007)
- Joeri Poelmans (2015-2018)
- Jerry Poorters (1995-2002)
- Paul Postuma (1983-1986)
- Hans Posthumus (1974-1976)
- Eddy Put (1967-1971)

## R
- Jurgen Raeymaeckers (2003-2006)
- Uwe Rapolder (1979-1981)
- Kjetil Rekdal (1990-1997)
- Peter Ressel (1970-1972)
- Lorenzo Rimkus (2007-2009)
- Roger Roebben (1976-1977)
- Kurt Rombouts (2000-2001)
- Patrick Rondags (1989-1994)
- Andrzej Rudy (1996-1997, 1999-2000)
- Tomasz Radzinski (2008-2011)

## S
- Ahmed Samir (2008-2010)
- Daniel Scavone (1997-1998)
- Marc Schaessens (2002-2004)
- François Schoeters (1948-1955)
- Willem Schoeters (1933-1942)
- Daniel Schroyens (1982-1986)
- Didier Segers (1987-1992)
- Youcef Sekour (2010-2011)
- Gustaaf Sels (1950-1960)
- Werry Sels (2000-2005)
- Yves Serneels (1990-1999)
- Simon Seslar (2001-2002)
- Maximo Severino (2006-2007)
- Gela Shekiladze (1998-2002)
- Predrag Sikimic (2000-2002)
- Daniel Simmes (1990-1995)
- Alois Simons (1947-1959)
- Rene Simons (1927-1939, 1941-1942)
- Axel Smeets (2000-2003)
- Glenn Smet (2007-??)
- Jimmy Smet (2002-2005)
- Eddy Smets (1972-1973,1975-1977)
- Wim Smets (1986-1987)
- Eddy Snelders (1982-1984, 1993-1996)
- Kristof Snelders (2006-2007)
- Karel Snoeckx (1991-1997, 1999-2004, 2005-2006)
- Esteban Solari (2004-2005)
- Hans Somers (1996-2001)
- Wesley Sonck (2010-2012)
- Joe Spiteri (2000-2001)
- Stijn Stuyck (2007-??)
- Arjan Swinkels (2012-2015)
- Ruben Symons (2007-??)

## T
- Tailson (2006-2007)
- Jochem Tanghe (2005-2006)
- Gunter Thiebaut (2009-2011)
- Leo Thijs (1957-1969)
- Archie Thompson (2001-2005)
- Kenny Thompson (2007-2007, 2011-2012)
- Nicolas Timmermans (2003-2006)
- Adolph Tohoua (2002-2006)
- Goran Tomic (2005-2006)
- Andras Toth (1981-1983)
- Julien Tournut (2009-2011)
- Mamuka Tseriteli (2001-2002)
- Julien Tshiala (2008-2010)
- Peter Thijs (1988-1989)

## U
- Andrew Uwuigbe (1996-1998)

## V
- Nico Vaesen (2006-2008)
- Tony Vairelles (2005-2006)
- Franciscus Valkenborg (1954-1962)
- Fons Van Brandt (1945-1958)
- Jules Van Craen (1939-1944)
- Philippe Van de Walle (1997-1998)
- Robby Van de Weyer (1997-2000)
- Albert Van den Bergh (1979-1983)
- Stan Van den Buijs (1982-1991)
- Maurice Van den Eynde (1936-1939, 1941-1948)
- Raymond Vanderborght (1973-1977, 1978-1982)
- Sven Van der Jeugt (2006-2009)
- Yves Van der Straeten (2000-2006)
- Jérome Van der Zijl (2005-2008)
- Frans Van Dessel (1955-1966)
- Kurt Van Dooren (1997-1999, 2010-2011)
- Roel Van Hemert (2009-2011)
- Tim Van Hoorenbeke (2006-2008)
- Nico Van Kerckhoven (1989-1998)
- Eric Van Meir (1996-2001)
- Robert Van Noten (1979-1984)
- Paul Van Nuffelen (1992-1994)
- Jan Van Regenmortel (1985-1988, 1989-1990)
- Rini Van Roon (1984-1986)
- Frans Van Roosbroeck (1954-1966)
- Kurt Van Roosbroeck (1984-1994)
- Frans Van Tongerloo (1928-1939)
- Erwin Vandenbergh (1976-1982)
- Sven Vandenbroeck (2006-2007)
- Gonzague Vandooren (2000-2001, 2010-nu)
- Flor Vanuytsel (1972-1978)
- Dries Ventose (1998-2009)
- Oleg Veretennikov (2000-2001)
- Gert Verheyen (1986-1988)
- Mario Verheyen (2006-2008)
- Dany Verlinden (1979-1988)
- Marc Verlinden (1979-1984)
- Frans Vermeyen (1959-1973)
- Jozef Vets (1934-1935, 1941-1944, 1945-1948)
- Eric Viscaal (1989-1990)
- Gyula Visnyei (1976-1977)
- Tim Vleminckx (2008-2008)
- Bernard Voorhoof (1927-1948)
- Ognjen Vukojević (2005-2005)

## W
- Dieter Weihrauch (1983-1985)
- Frans Wellens (1945-1948) (W:6 :1)
- Roger Wellens (1962-1966) (W:34 :2)
- Willy Wellens (1971-1974)
- Koen Weuts (2007-2009)
- Rudi Weuts (1979-1980) (W:3 :0)
- Gustaaf Wijnants (1982-1983)
- Willy Wijns (1957-1965) (W:47 :0)
- Frederic Wilkin (1994-1998) (W:9 :0)
- Karel Willems (1930-1944) (W:247 :17)
- Robert Willems (1953-1971) (W:470 :34)
- Roger Willems (1966-1967) (W:30 :0)
- Bart Willemssen (1989-1993)
- Stef Wils (1999-2006) (W:110 :5)
- Thomas Wils (2009-nu)
- Theeratep Winothai (2008-2009)
- Didier Wittebolle (1987-1989)
- Jean-Paul Wouters (1973-1978) (W:68 :1)
- Rafaël Wouters (1927-1930) (W:44 :0)
- Jozef Wuyten (1942-1948) (W:18 :4)
- Albert Wuyts (1936-1948) (W:149 :9)

## Y
- Omar Rabie Yassin (2008-2008)

## Z
- Antonio Zardetti (2005-2006)
- Tomasz Zdebel (1997-1998-1999-2000) (W:78 :8)
- Ludwig Zorgvliet (1965-1966-1967-1968)
- Marjan Zovko (1988-1989-1990-1991) (W:63 :9)

RSC Anderlecht ·
Antwerp FC ·
Beerschot AC ·
Beerschot VA ·
KSK Beveren ·
Rupel Boom ·
Cercle Brugge · 
Club Brugge ·
KRC Genk ·
KAA Gent · 
KV Kortrijk ·
OH Leuven ·
Lierse SK ·
RFC de Liège ·
KSC Lokeren ·
Lommel SK ·
KV Mechelen ·
Royal Excel Moeskroen ·
RAEC Mons ·
KV Oostende ·
RFC Seraing ·
STVV ·
Sporting Charleroi ·
Standard Luik ·
AFC Tubize ·
Union SG ·
KVC Westerlo ·
SV Zulte Waregem